# 吳延環
吳延環（1910年4月16日—1998年2月9日），別號海淀王先生，筆名誓還，河北省宛平縣海淀鎮（今北京市海淀區）人，宣統二年（1910年）三月初七生，民國卅七年（1948年）當選河北省第一選區立法委員。

## 經歷[1]
- 中央政治學校大學部行政系畢業
- 河北省政府委員
- 河北省臨時參議會參議員
- 中國國民黨河北省黨務幹部訓練班教育長
- 中國國民黨河北省執行委員會委員兼書記長
- 河北省私立介壽中學董事長兼校長
- 四川省戰地服務團團長
- 國民政府軍事委員會別動總隊第十八支隊支隊長
- 中國文摘社社長
- 1946年當選制憲國民大會代表
- 中央日報主筆
- 1954年，早泳會創立人。
- 中華民國專欄作者協會理事長
- 1981年當選為中國國民黨第十二屆中央委員
- 1988年7月起被聘為中國國民黨第十三、十四屆中央評議委員
- 1989年（一說1990年4月6日[2]）辭去立委職務。後聘為總統府國策顧問，1996年5月獲續聘。
- 1998年2月9日在臺北病逝。
- 曾獲中國文藝協會榮譽獎章。

## 立法院會期
- 第１屆第８５會期： 法制委員會
- 第１屆第８５會期： 程序委員會 （召委）
- 第１屆第８４會期： 程序委員會 （召委）
- 第１屆第８４會期： 法制委員會
- 第１屆第８３會期： 程序委員會 （召委）
- 第１屆第８３會期： 法制委員會
- 第１屆第８２會期： 程序委員會 （召委）
- 第１屆第８２會期： 法制委員會
- 第１屆第８１會期： 程序委員會 （召委）
- 第１屆第８１會期： 法制委員會
- 第１屆第８０會期： 程序委員會 （召委）
- 第１屆第７９會期： 程序委員會 （召委）
- 第１屆第７８會期： 法制委員會
- 第１屆第７８會期： 程序委員會 （召委）
- 第１屆第７８會期： 立法委員資格審查委員會
- 第１屆第７７會期： 立法委員資格審查委員會 （召委）
- 第１屆第７６會期： 程序委員會 （召委）
- 第１屆第７５會期： 程序委員會 （召委）
- 第１屆第７４會期： 程序委員會 （召委）
- 第１屆第７３會期： 程序委員會 （召委）
- 第１屆第７２會期： 程序委員會 （召委）
- 第１屆第７１會期： 程序委員會 （召委）
- 第１屆第７０會期： 程序委員會 （召委）
- 第１屆第６９會期： 程序委員會 （召委）
- 第１屆第６８會期： 程序委員會 （召委）
- 第１屆第６７會期： 程序委員會 （召委）
- 第１屆第６６會期： 法制委員會 （召委）
- 第１屆第６２會期： 法制委員會 （召委）
- 第１屆第５９會期： 法制委員會 （召委）
- 第１屆第５６會期： 法制委員會 （召委）
- 第１屆第５２會期： 法制委員會 （召委）
- 第１屆第５２會期： 紀律委員會 （召委）
- 第１屆第４９會期： 程序委員會 （召委）
- 第１屆第４８會期： 法制委員會 （召委）
- 第１屆第４８會期： 紀律委員會 （召委）
- 第１屆第４７會期： 程序委員會 （召委）
- 第１屆第４６會期： 法制委員會 （召委）
- 第１屆第４６會期： 紀律委員會 （召委）
- 第１屆第４５會期： 程序委員會 （召委）
- 第１屆第４４會期： 程序委員會 （召委）
- 第１屆第４３會期： 程序委員會 （召委）
- 第１屆第４２會期： 法制委員會 （召委）
- 第１屆第４１會期： 程序委員會 （召委）
- 第１屆第４０會期： 法制委員會
- 第１屆第３９會期： 法制委員會
- 第１屆第３８會期： 法制委員會
- 第１屆第３８會期： 程序委員會 （召委）
- 第１屆第３７會期： 法制委員會 （召委）
- 第１屆第３６會期： 法制委員會
- 第１屆第３５會期： 法制委員會
- 第１屆第３４會期： 法制委員會
- 第１屆第３４會期： 程序委員會 （召委）
- 第１屆第３３會期： 法制委員會
- 第１屆第３３會期： 程序委員會 （召委）
- 第１屆第３２會期： 法制委員會 （召委）
- 第１屆第３１會期： 法制委員會
- 第１屆第３０會期： 法制委員會
- 第１屆第２９會期： 法制委員會
- 第１屆第２９會期： 程序委員會 （召委）
- 第１屆第２８會期： 法制委員會 （召委）
- 第１屆第２７會期： 法制委員會
- 第１屆第２７會期： 程序委員會 （召委）
- 第１屆第２６會期： 法制委員會
- 第１屆第２５會期： 法制委員會
- 第１屆第２４會期： 法制委員會
- 第１屆第２３會期： 法制委員會
- 第１屆第２３會期： 程序委員會 （召委）
- 第１屆第２２會期： 法制委員會
- 第１屆第２１會期： 法制委員會
- 第１屆第２０會期： 法制委員會
- 第１屆第１９會期： 法制委員會
- 第１屆第１８會期： 法制委員會
- 第１屆第１７會期： 內政委員會
- 第１屆第１７會期： 法制委員會
- 第１屆第１６會期： 內政委員會
- 第１屆第１５會期： 法制委員會 （召委）
- 第１屆第１４會期： 法制委員會
- 第１屆第１３會期： 法制委員會
- 第１屆第１２會期： 法制委員會
- 第１屆第１１會期： 法制委員會
- 第１屆第１０會期： 國防委員會
- 第１屆第１０會期： 外交委員會
- 第１屆第９會期： 外交委員會
- 第１屆第９會期： 國防委員會
- 第１屆第８會期： 外交委員會
- 第１屆第８會期： 國防委員會
- 第１屆第７會期： 國防委員會
- 第１屆第７會期： 僑務委員會
- 第１屆第６會期： 外交委員會
- 第１屆第６會期： 國防委員會
- 第１屆第５會期： 國防委員會
- 第１屆第５會期： 外交委員會
- 第１屆第１會期： 內政及地方自治委員會
- 第１屆第１會期： 教育文化委員會
- 第１屆第１會期： 法制委員會

## 著作
- 《四字經》：國立編譯館1985年初版，中視文化公司印行。